# Gorgasos (Maler)
Gorgasos (altgriechisch Γόργασος, lateinisch Gorgasus) war ein antiker griechischer Maler und Koroplast (Tonbildner).
Er ist einzig durch Plinius bekannt.
Gorgasos stammte wahrscheinlich aus Großgriechenland und war in Rom tätig. Gemeinsam mit seinem Kollegen Damophilos war er für die Ausschmückung des 493 v. Chr. geweihten, zwischen Circus Maximus und Aventin gelegenen Ceres-Tempel zuständig. Gorgasos war dabei für die Ausstattung der linken Tempelseite zuständig. Bei der Arbeit wurden ältere etruskische Schmuckreliefs zunächst abgenommen, in Rahmen gefasst und wieder verwertet. Damophilos und Gorgasos arbeiteten indes im griechischen Stil. Hierbei schufen sie Giebelfiguren (Akroterion) aus Terrakotta und gemalte Wandbilder. Die Signatur der Werke erfolgte in Form von Künstlerepigrammen. Bei späteren Renovierungen wurden die Werke dennoch aufbewahrt. 